# ريفايلاروز
بلدية ريفايلاروز (بالإسبانية: Revillarruz)‏, هي إحدى بلديات مقاطعة برغش, التي تقع في منطقة قشتالة وليون, والتي تقع في شمال غرب إسبانيا.
يبلغ عدد سكانها 157 نسمة وفقاً لإحصائية سنة (2002).